# Campeonato de Primera División 1929 (Venezuela)
Los hijos de María o los albizuales, pero siempre Deportivo Venezuela, alcanzaron el título de campeón de 1929 con casi la misma base de jugadores de 1928, mientras que el Unión Sport Club ocupó el segundo lugar. San José (Los Teques), Dos Caminos Sport Club y Loyola Sport Club fueron los otros equipos en acción. En Barquisimeto (Lara) se fundó el Centro Deportivo Lara Football Club. Dos equipos extranjeros jugaron en Caracas: Association Ciclista Lima (Perú) y Red Devils (Curazao).
Deportivo Venezuela

Campeón
2.º título